# ماما ميا (فلم 1995)
ماما ميا (بالإنجليزية: Mamma Mia) هو فيلم غاني كلاسيكي صدر عام 1995 من تأليف وإخراج بوب سميث جونيور. تدورُ أحداث الفيلم في فيرونا وأكرا وهو أحدُ الأفلام السابقة التي ركّزت على حياة الغانيين الذين يعيشون في أوروبا.
كان الفيلم هو الأول من بين ثلاثة أفلام في سلسلة تشترك في نفس الاسم مع إضافات بسيطة حيثُ صدر الجزء الثاني لهذه السلسة عام 1998 تحتَ عنوان ماما ميا: مشكلة مزدوجة (بالإنجليزية: Mamma Mia 2: Double Trouble) في حين صدر الجزء الثالث عام 2000 تحتَ عنوان ماما ميا: الأسوَد أسوَد (بالإنجليزية: Mamma Mia 3: Black is Black).